# Rába
Автомобільна група RÁBA ( угор. Rába Járműipari Holding Nyrt.    ), широко відомий як Rába, є угорським акціонерним товариством з обмеженою відповідальністю, що котирується на Будапештській фондовій біржі.  Раба інженери, виготовляють та налаштовують автомобільні комплектуючі, спеціальні машини та осі для комерційних транспортних засобів, агротехніки та землерийних машин.  Раба будує осі, а також комплектацію транспортних засобів з 1902 року. Компанія має три стратегічні бізнес-одиниці.  Штаб-квартира компанії в Дьорі, в якій працюють понад 2000 осіб.  
Компанія була заснована місцевими групами інвесторів у Дьорі в 1896 році. 
У 1899 р. Раба почала експортувати в зарубіжні країни   : вона постачала залізничні пасажирські вагони до Єгипту, Ост-Індії, Південної Африки, міські трамваї до Амстердаму та Антверпена. Вагони Лондонської підземної залізниці були побудовані та виготовлені у компанії Rába. Лондонська підземна залізниця замовила 30 поїздів з кількома одиницями, 66 пасажирських вагонів для поїздів і вантажних коліс. У 1904 році розпочато виробництво перших вантажних автомобілів з бензиновим двигуном. У 1914 році компанія почала випускати свої перші легкові автомобілі: RÁBA Alpha. Кабінет управителя замовив спеціальну велику RÁBA для особистого користування імператора Карла I Австрійського. 
Вантажні автомобілі Раби спочатку використовували кабіни, що постачалися західнонімецькою MAN, але з 1980 року в кабіні DAF F241 .  Кілька римських кабін (походження MAN) були також поставлені з Румунії в обмін на двигуни.  Основа двигуна Раби була джерелом MAN, зі старим D21 вбудованим шістьма дизельними масажами до 300 PS (221 кВт)     за допомогою турбонаддуву та охолодження.       
У 1980-х роках Раба будував не більше ніж 2000 вантажівок на рік, хоча це був третім найбільшим роботодавцем Угорщини. Будучи важливим постачальником компанії Hungarocamion, міжнародної міжнародної вантажоперевезення, допомогло підвищити їх міжнародний статус.  У 1985 році бізнес Раби здебільшого складався з виробництва двигунів і мостів, лише 15% обороту припадало на вантажні автомобілі. З них, однак, майже 90 відсотків було експортовано, левова частка - в Югославію .  У 1986 році Раба представив більш потужну, 370 PS (272 кВт)     дизельний двигун (D11TLL), щоб допомогти своїм вантажівкам конкурувати на міжнародному рівні та задовольнити потреби Hungarocamion. Новий асортимент двигунів був заснований на попередніх агрегатах MAN, але тепер був об’ємом 11,05 літра і був розроблений спільно з Лінцьким інститутом міста Грац, Австрія. 